# Dassault Falcon 20
Dassault Falcon 20 — французький реактивний літак бізнес класу, перший із сімейства літаків бізнес-класу побудований Dassault Aviation.

## Проектування і розробка
Марсель Дассо (фр. Marcel Dassault) дав добро на виробництво 8-10 місного реактивного літака ділової авіації та військового літака зв'язку Dassault-Breguet Mystère 20 в грудні 1961 року. За конструкційною схемою Mystère 20 був низькопланом з двома розміщеними в хвості двигунами Pratt & Whitney JT12A-8. Прототип з реєстраційним номером F-WLKB здійснив свій перший політ 4 травня 1963 року в Бордо-Мериньяк (фр. Bordeaux-Mérignac). Під впливом Pan American літак було перебудовано з двигунами General Electric CF700 в результаті чого збільшилися деякі розміри елементів літака. Pan American підписали з Dassault Aviation контракт на поставки Mystère 20 в західній півкулі і замовило 40 літаків з можливістю подальшого нарощення до 120 літаків. Обладнаний новими моторами General Electric CF700 літак здійснив перший політ 10 липня 1964 року. Перший вироблений літак для Pan American вилетів 1 січня 1965 року, і пройшов сертифікацію Франції та США у червні 1965 року. Поставки почались з оснащення відділу Pan American в аеропорту Бербанк, Каліфорнія. В 1966 році компанія переназвала літак який поставлявся у США на Fan Jet Falcon, а ще пізніше на Falcon 20. Приблизно у той же час надійшли військові замовлення з Австралії та Канади. У 1967 році підрозділ ділової авіації компанії Pan American збільшив замовлення до 160 літаків.
Деякі Falcon 20 обладнані двигунами General Electric CF700 було переобладнано новими двигунами Garrett TFE731 згідно з сервісним бюлетенем AMD-BA. Ці літаки були перейменовані в «-5» після номера моделі. Компанія Volpar, Inc працювала над програмою переоснащення літаків Falcon 20 двигунами Pratt & Whitney Canada 305, проте програма була завершена ще до отримання сертифікату FAA.
Сертифікат FAA за номером SA5858SW отриманий на літак дозволяв встановлення додаткового обладнання на пілони під крилом. Це дозволяло оснащувати літак для спеціальних завдань, необхідних для проведення військових місій.
Вдосконалений варіант Falcon 200 отримав потужніші реактивні двигуни, а також головним чином, вдосконалення стосувалось збільшення дальності польоту, потужності та комфорту. Літак виявився настільки популярним, що його виробництво продовжувалось аж до 1988 року доки він не був витіснений передовішими літаками сімейства Falcon. Берегова охорона США експлуатує модель під назвою HU-25 Guardian, який використовується як високошвидкісний літак-коректувальник для виявлення людей, що вижили під час корабельних аварій та орієнтування більш повільних рятівних повітряних засобів та суден, а також для виявлення та присікання незаконного перевезення наркотиків. Falcon 20G, HU-25 та Falcon 200 оснащені двигунами Garrett ATF3.
Сумарно було побудовано 473 літака Falcon 20 та 35 літаків Falcon 200, після чого виробництво було згорнуто у 1988 році.
Подальші розробки на базі Falcon 20 включають побудову меншого літака Dassault Falcon 10, проектування збільшеної 30-місної версії літака Falcon 30 (не розроблений) та Dassault Falcon 50 вдосконалений тримоторний реактивний літак.

## Варіанти

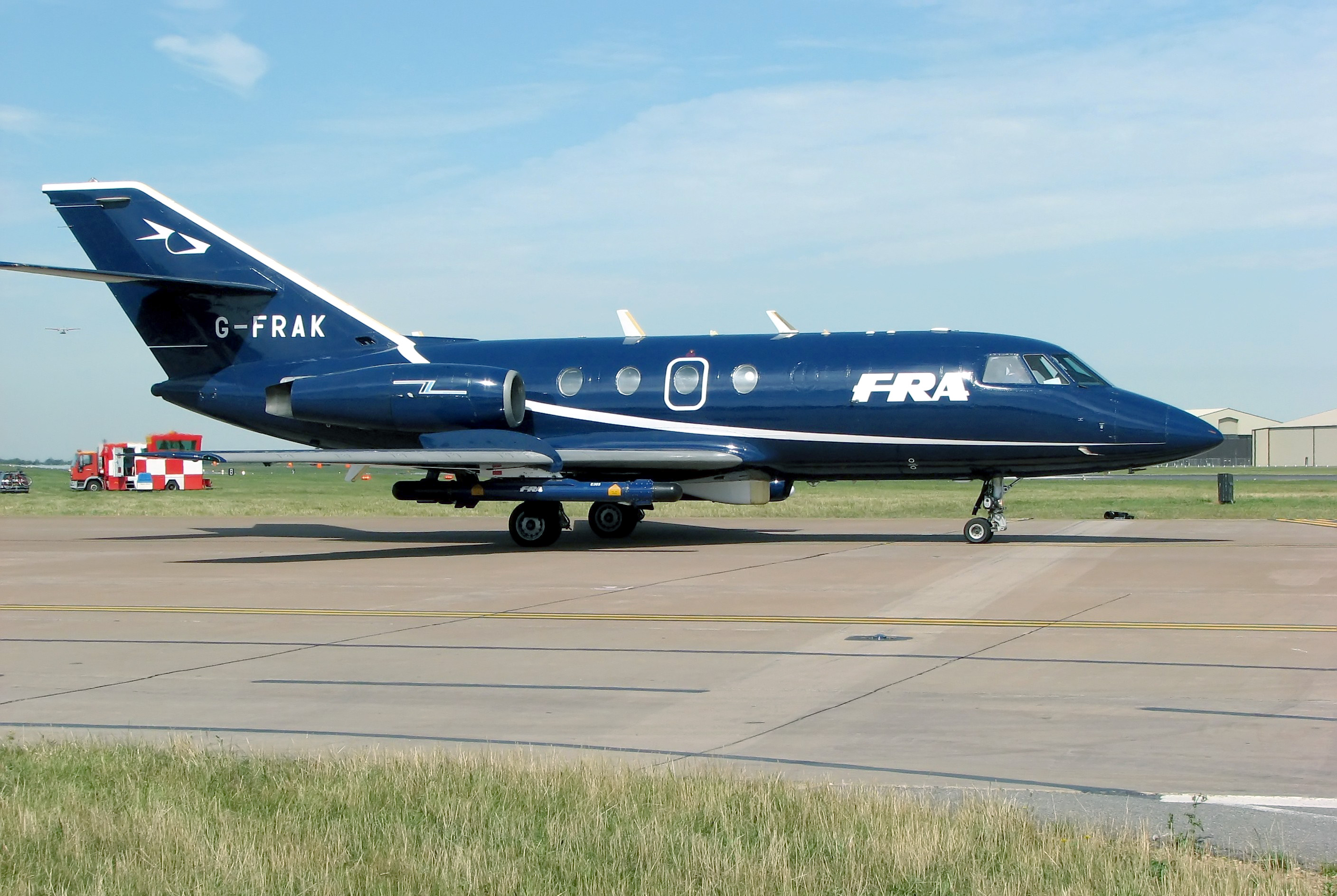
Dassault Falcon 20D

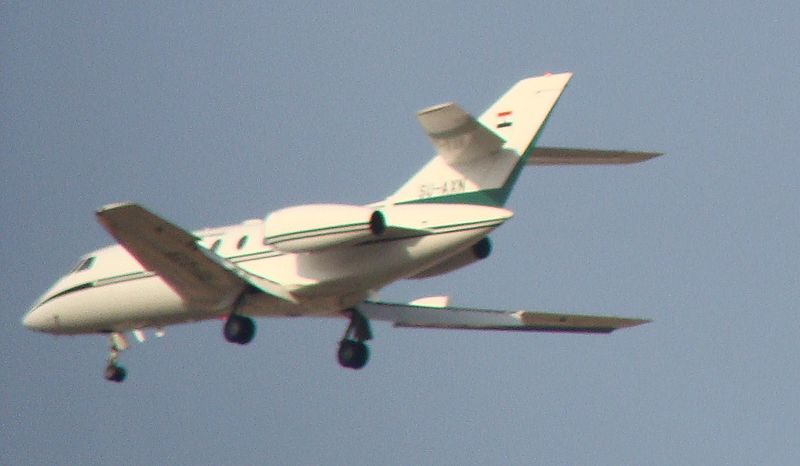
Dassault Falcon 20E

- Mystère / Falcon 20 — прототип, побудовано 1 екземпляр.
- Mystère / Falcon 20C — початкова версія літака. Відомий як стандарний Falcon 20 в подальшому перетворений в модель D.
- Falcon 20CC — побудовано один літак. Такий же як і Falcon 20C, оснащений шинами низького тиску.
- Mystère/Falcon 20D — оснащений двигуном GE CF700-2D з більшою тягою, меншою витратою палива; збільшений запас пального.
- Mystère/Falcon 20E — оснащений двигуном GE CF700-2D-2, збільшена вага без палива.
- Mystère/Falcon 20F — незначні зміни, зокрема збільшений запас пального.
- Falcon 20FH — оригінальне позначення прототипу Falcon 200.
- Falcon 20G — літак морського патрулювання та спостереження оснащений двома двигунами Garrett AiResearch ATF3-6-2C.
- Falcon 20H — оригінальне позначення Falcon 200[6].
- Falcon 200 — вдосконалений варіант літака оснащений двома 2 360 кг (5 200 фунтів) двигунами ATF3-6A-4C. Перший політ 30 квітня 1980 року[6].
- Falcon ST — таку назву отримали два літаки Falcon 20, які використовуються ВПС Франції як навчально-тренувальний літак. Літак оснащено бойовим радаром та навігаційною системою Mirage IIIE.
- HU-25A Guardian — версія літака Falcon 20 Берегової охорони США. Побудовано 41 екземпляр. Оснащений двигунами Garrett ATF3[7].
- HU-25B Guardian — літак контролю та боротьби із забрудненням Берегової охорони США, оснащені радарами бокового огляду (SLAR) під фюзеляжем літака. Сім переобладнаних літаків HU-25A[7].
- HU-25C Guardian — літак боротьби з перевезенням наркотиків Берегової охорони США, оснащені радаром APG-66 і WF-360 інфрачервоним сенсором. Дев'ять переобладнаних літаків HU-25A[8].
- HU-25C+ Guardian — вдосконалена версія HU-25C із модернізованим радаром APG-66 і новим інфрачервоним сенсором. Переобладнано усі дев'ять HU-25C[9].
- HU-25D Guardian — вдосконалена версія HU-25A. Переобладнано 15 одиниць. Замінено радар та встановлено новий інфрачервоний сенсор[10].
- Guardian 2 — варіант Falcon 200 для берегової охорони та спостереження. Не виготовлявся.
- CC-117 — канадське військове позначення літака Falcon 20C з 1970 року.
- Fan Jet Falcon — позначення літака Falcon 20 в Північній Америці.
- Falcon Cargo Jet — модифікація літака Falcon 20 у легкий транспортний літак для потреб FedEx Express[11].
- Falcon 20-C5, -D5, -E5, -F5 — літак Falcon 20 оснащений двигунами Garrett TFE-731-5AR-2C чи TFE-731-5BR-2C, та модернізованими компонентами літака, зокрема системи безпеки.

## Оператори

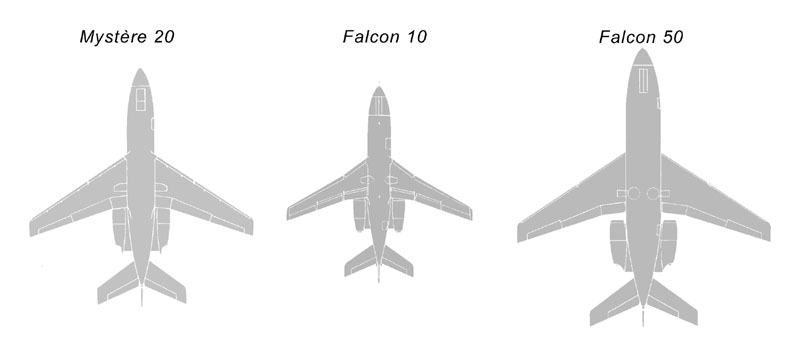
Порівняльні розміри Dassault Falcon 20, Dassault Falcon 10, Dassault Falcon 50

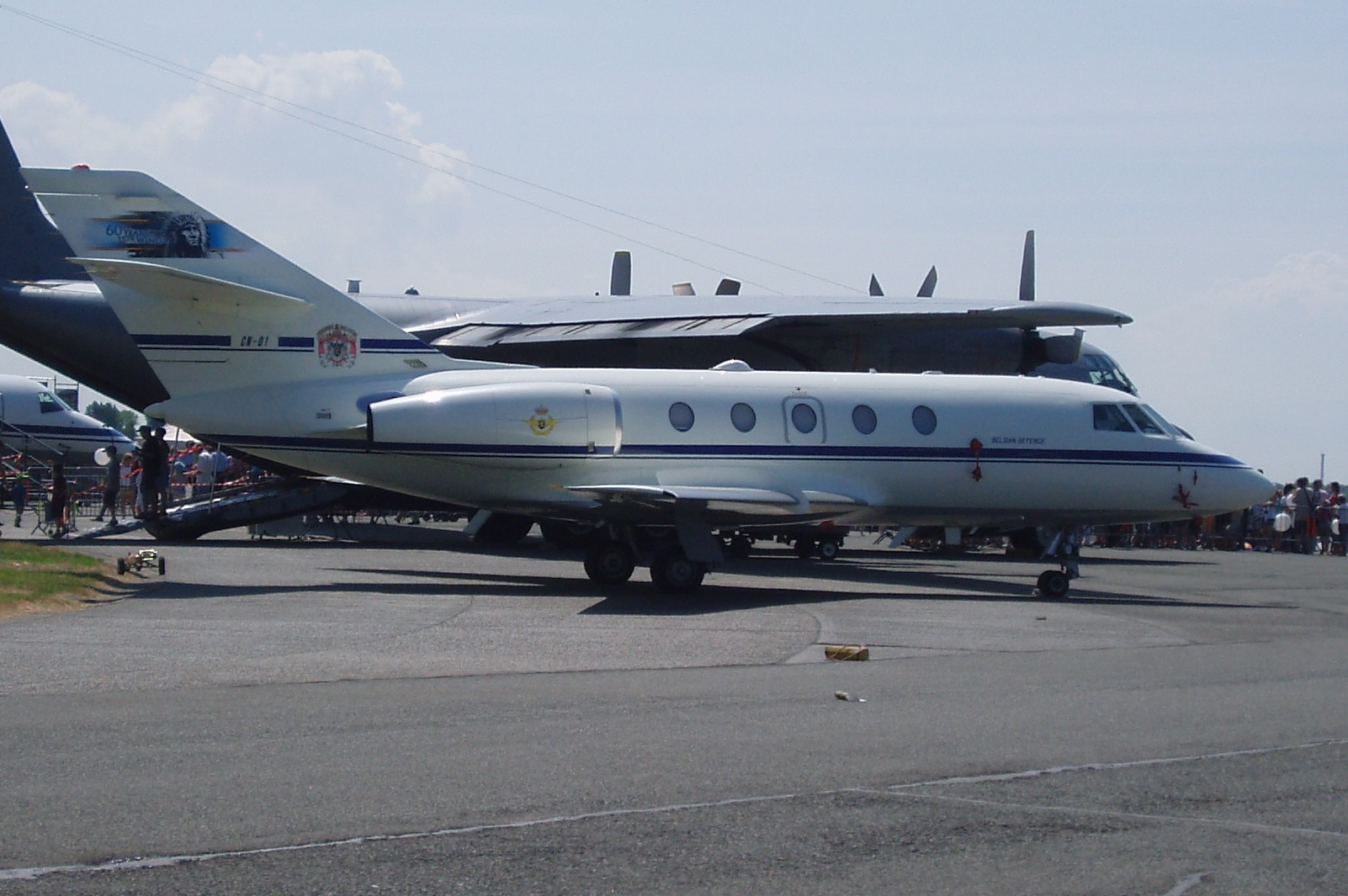
Dassault Falcon 20

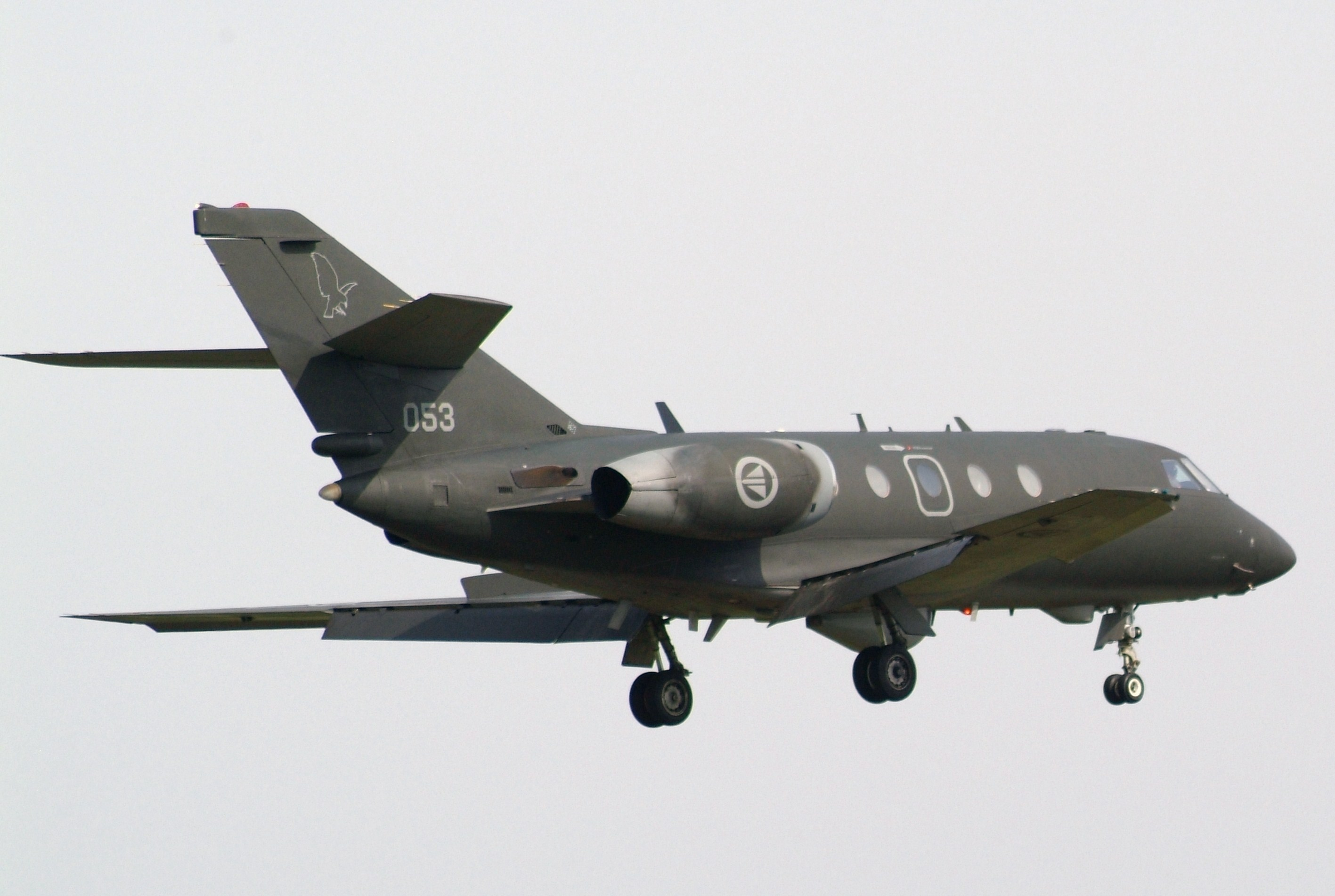
Dassault Falcon 20 в польоті

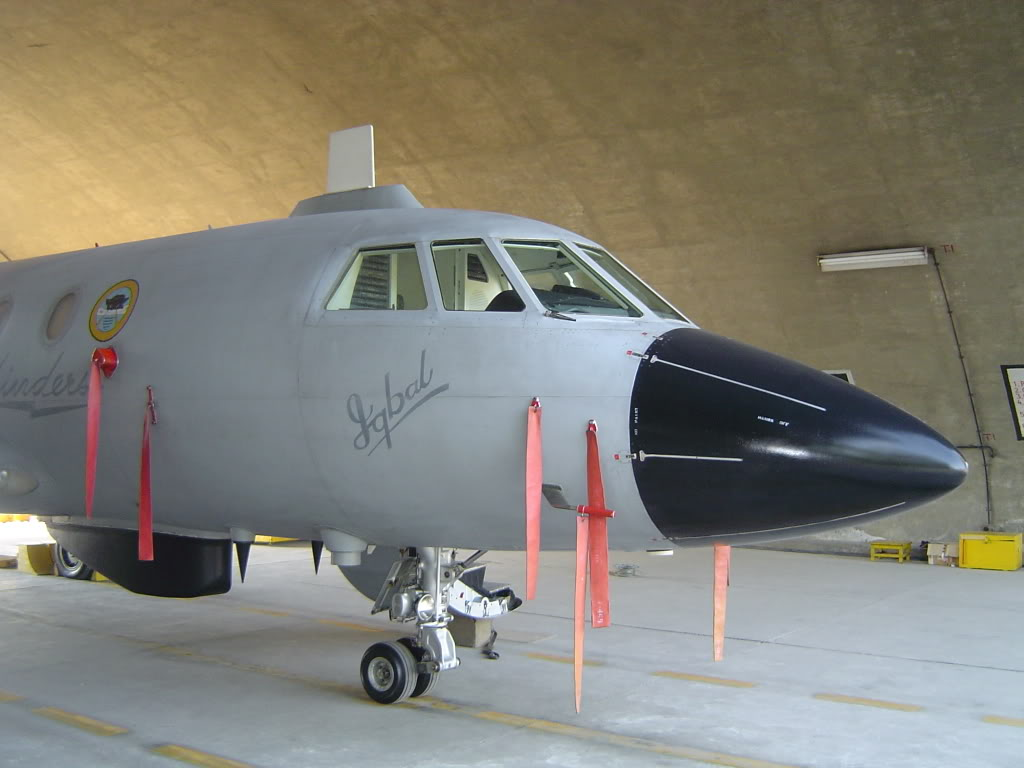
Dassault Falcon 20 вид спереду

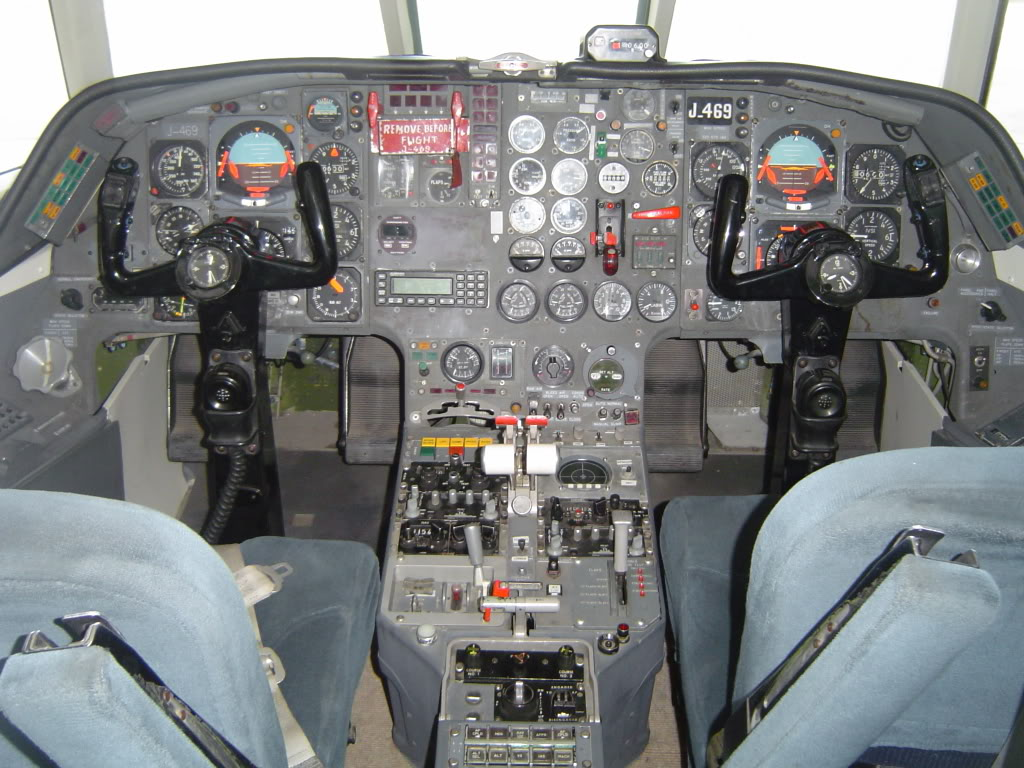
Dassault Falcon 20 кабіна пілотів

### Цивільні оператори
США
- Grand Aire Express
- Phoenix Air
- USA Jet Airlines

### Військові оператори
Алжир
 Ангола
 Австралія
- Повітряні сили Австралії — три літака в експлуатації з 1967 по 1989 роки.
  - 34 ескадрилья Королівських військово-повітряних сил Австралії

 Бельгія
- Повітряний компонент Бельгії (2 літака Falcon 20E в експлуатації з 1973 року)

 Канада
- Повітряні сили Канади
- Збройні сили Канади

 Центральноафриканська Республіка
 Чилі
 Джибуті
 Єгипет
 Франція
- ВПС Франції
- ВМС Франції

 Гвінея-Бісау
 Іран
- ВПС Ірану
- ВМС Ірану
- Стражі Ісламської революції

 Кот-д'Івуар
 Йорданія
- Королівські військово-повітряні сили Йорданії

 Ліван
- ВПС Лівану

 Лівія
- ВПС Лівії

 Марокко
 Норвегія
- Королівські повітряні сили Норвегії

 Оман
 Пакистан
- ВПС Пакистану — 2 літака.
  - 24 ескадрилья

 Перу
 Португалія
 Іспанія
 Судан
- ВПС Судану

 Сирія
- ВПС Сирії

 Туніс
 США
- Берегова охорона США

 Венесуела

## Технічні характеристики

### Dassault Falcon 20F
Джерело: Janes's All The World's Aircraft 1980-81 
Основні характеристики
- Екіпаж: 2 людини
- Пасажиромісткість: 8-14 пасажирів
- Довжина: 17,15 м (56 футів 3 дюйми)
- Висота: 5,32 м (17 футів 7 дюймів)
- Розмах крила: 16,30 м (53 футів 6 дюймів)

- Площа крила: 41.0 м² (440 футів² )
- Маса спорядженого: 13 000 кг (28 660 фунтів)
- Силова установка: 2 × газотурбінних General Electric CF700-2D-2
- Тяга: 2 × 20 кН (4 500 фунтів)

Льотні характеристики
- Крейсерська швидкість: 750 км/год (466 миль/год)
- Практична дальність: 3 350 км (2 080 миль)